# 景徳院
景徳院（けいとくいん）は、山梨県甲州市にある曹洞宗の寺院。山号は天童山、本尊は釈迦如来。地名から田野寺とも呼ばれる（『甲斐国志』による）。武田勝頼父子および家臣の慰霊のため、徳川家康の命により創建された。

## 立地
県東部、甲州市の南東に位置する。日川渓谷の上流左岸にあたり、西には甲州街道が通る。日川渓谷のさらに上流の木賊には臨済宗寺院の天目山栖雲寺がある。

## 歴史
天正10年（1582年）3月、甲斐国国主・武田勝頼は織田信長・徳川家康連合軍の侵攻により、甲府から移転した本拠であった新府城（韮崎市中田町中條）を放棄し、郡内領主・小山田信茂を頼り落ちのびるが、途中で信茂は離反し、天目山において滅亡した。
同年6月、本能寺の変により発生した天正壬午の乱を経て、甲斐は三河国の徳川家康が領する。天正壬午の乱において武田遺臣の一部は家康に臣従し、同年7月に勝頼と家臣ら殉死者の菩提を弔うため、田野郷一円を寺領として寄進し、景徳院を創建した。
広厳院（笛吹市）から武田家臣・小宮山内膳の弟である7世・拈橋倀因を招き、天正16年（1589年）には伽藍が完成した（『国志』、「景徳院文書」による）。家康はこの他にも武田遺臣を保護しているが、無主となり緊張状態にあった甲斐国における領民懐柔政策でもあったとも指摘される。
江戸時代には住職不在状態となり衰退し、寛永年間（1624年 - 1644年）に広厳院から住職が招かれ再興されているが、旧武田氏家臣の幕臣の要求により、下総国總寧寺の末寺とされたという。
天保年間（1830年 - 1844年）には火災が生じて主要伽藍を焼失し、弘化年間（1844年 - 1848年）や明治時代にも火災が生じている。

## 文化財
繰り返された火災から類焼を逃れた山門が県指定文化財（建造物）、武田勝頼の墓および境内が県指定文化財（史跡）となっている。また、境内の桜が甲州市の天然記念物に指定されている。山野の多い甲州市では「武田家終焉の地」であることを活かした観光業が重要産業であり、景徳院はその中心的観光地としても位置付けられている。
勝頼の墓は、現存する宝篋印塔の銘文によれば、二百周忌にあたる江戸時代の安永4年（1775年）に11世住職により造立された供養塔で、勝頼を中心に信勝と北条夫人のものが両脇に配されている。

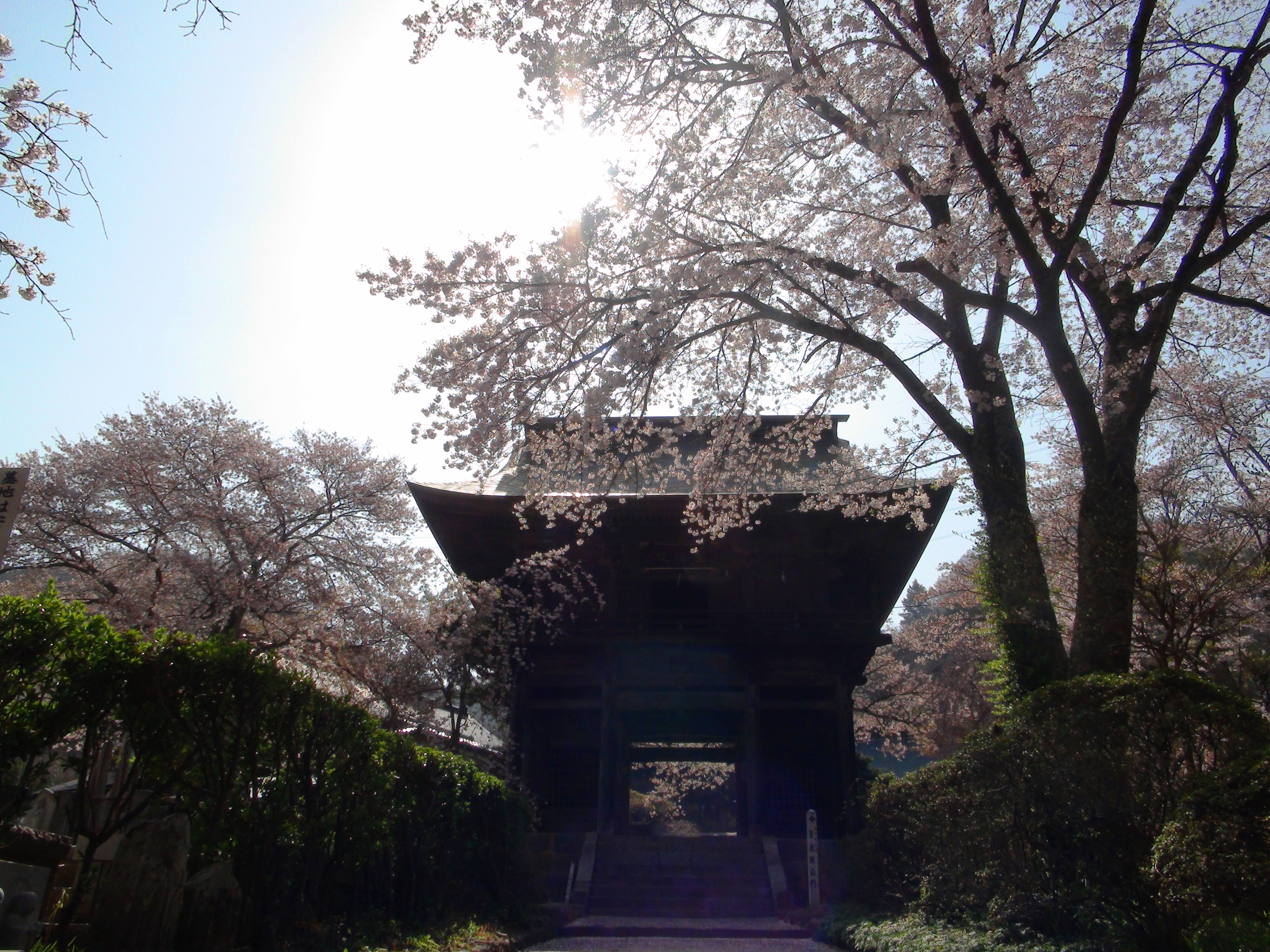
甲州市指定天然記念物のサクラと山門
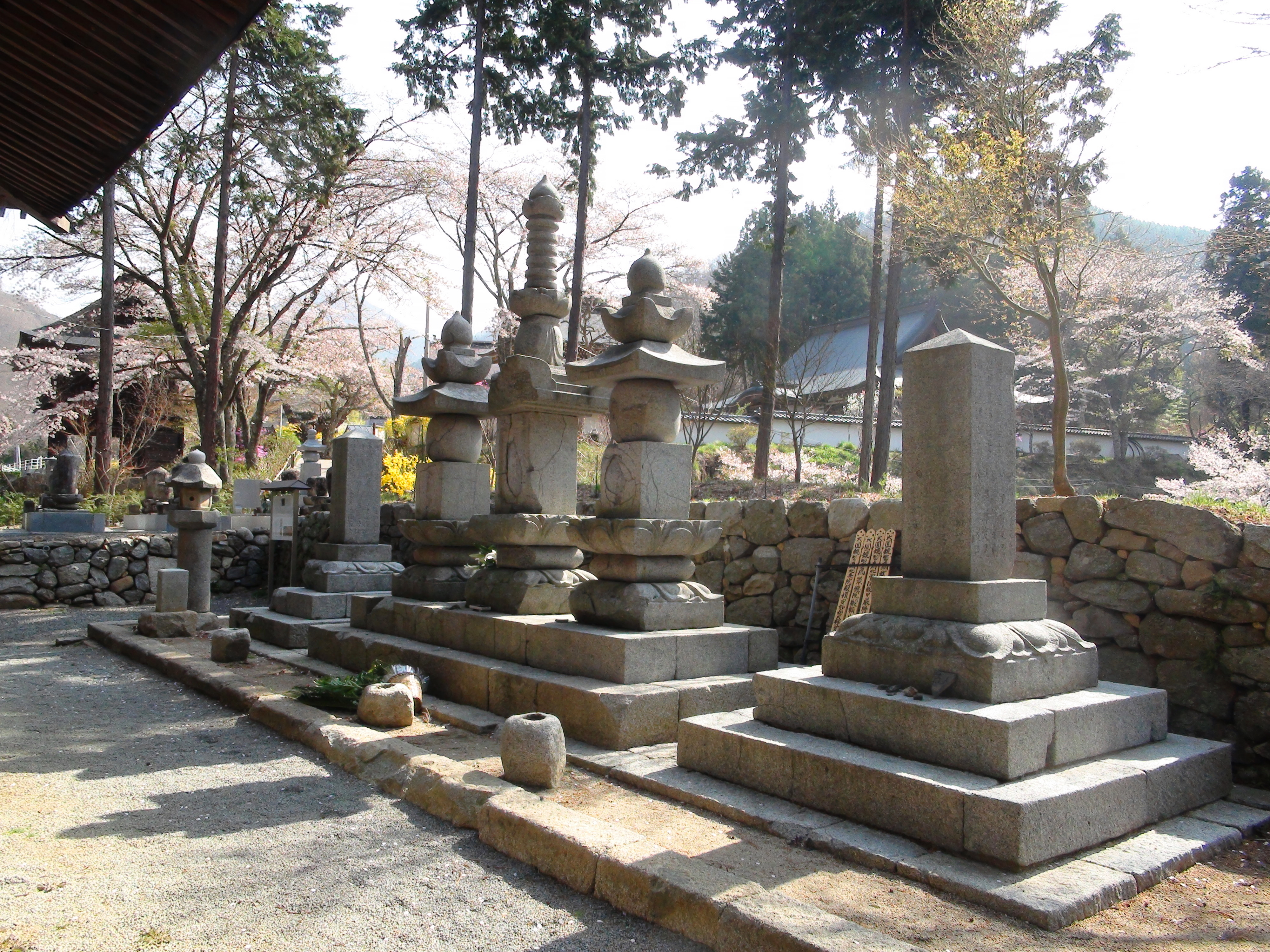
武田勝頼・信勝・北条夫人の墓
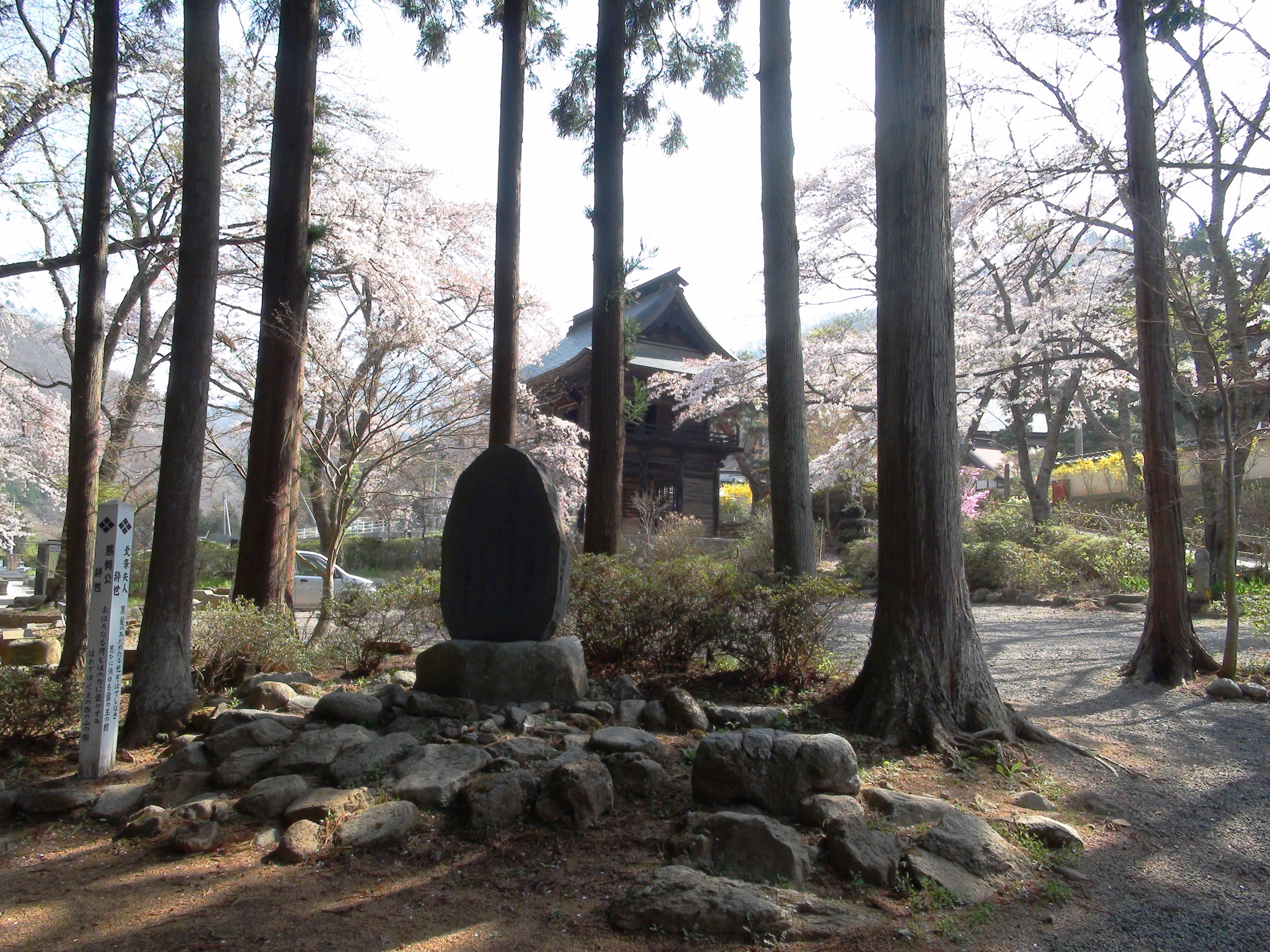
境内（石碑は勝頼辞世の句）

## 経石の発見
2006年、県指定史跡「武田勝頼の墓」保存修復中に、勝頼の戒名などを記した大量の経石が発見され、江戸時代中期に供養が行われたことが判明した。地下には埋納施設が存在する可能性が指摘され、本格的な発掘調査が予定されている。